# Tipula (Eumicrotipula) perstudiosa
Tipula (Eumicrotipula) perstudiosa is een tweevleugelige uit de familie langpootmuggen (Tipulidae). De soort komt voor in het Neotropisch gebied.